# 吉村英祐
吉村 英祐（よしむら ひでまさ）は、日本の建築人間工学、安全工学者。大阪工業大学工学部建築学科教授。工学博士（大阪大学）、一級建築士。
日本建築学会2021常任理事・防火委員会避難安全のバリアフリーデザイン小委員会委員・計画基礎運営委員会委員、建築人間工学小委員会元主査。元国土交通省建築空間におけるユーザーの行動安全確保に関する検討委員会委員長。元文部科学省学校施設整備指針策定に関する調査研究協力者会議委員。
主な専門は、建築人間工学・群集安全工学（防犯まちづくり・バリアフリー・避難シミュレーションなど）、建築計画・建築防災工学。

## 経歴
大阪府出身。1978年大阪大学工学部建築工学科卒業。1980年同大学大学院建築工学専攻修士課程修了。小河建築設計事務所にて建築計画に従事。その後、工学博士（大阪大学）。1993年大阪大学助教授、2000年同大学大学院工学研究科助教授などを経て、2007年大阪工業大学工学部建築学科に着任、同学科教授。2011年同学科長。同年より同大学設計演習・建築演習全体講評会「グランドジェリー」を開始し、学生と建築家とのオープンな交流に貢献。2022年現在、同大学建築会役員も務める。
主な所属学会は、日本建築学会、人間・環境学会、日本火災学会。主な受賞は、日本建築学会奨励賞(1992)、日本建築学会賞（論文）受賞(2007)。
主な著書は、建築人間工学事典（分担執筆、彰国社1999、学術書）、性能規定化時代の防災・安全計画（共著、彰国社2001、学術書）、阪神・淡路大震災における避難所の研究（分担執筆、大阪大学出版会1998、学術書）、群集安全工学（共著、鹿島出版会2011、学術書）、建築計画1・2（共著、鹿島出版会2016、学術書）など。
建築工学の対外啓蒙活動として、毎日放送「よんチャンTV」(北新地のビル火災における建物の防災について、2021年12月20日)、NHK総合「明日をまもるナビ」（群衆事故の危険性について、2021年7月4日）、関西テレビ「報道ランナー」（群衆雪崩のメカニズムについて、2021年10月8日）などで解説している。

## 主なテクニカルアドバイザー
- 大阪市開発審査会委員(2009-2012)
- 豊中市学校施設の耐震改修計画策定調査業務委託プロポーザル審査委員会委員長(2008)
- 豊中市都市計画マスタープラン策定検討委員会会長(2008/2009)
- 枚方市総合文化施設設計事業者選定審査会会長(2014)
- 守口市新しい学校・園づくり審議会委員(2010/2011)
- 門真市立総合体育館建設設計業務委託事業者選定審査委員会委員長(2013)
- 万博記念公園南側ゾーン活性化プラン検討委員会委員(2010)
- 阪南市民病院改築事業設計施工公募型プロポーザル競技審査委員会委員長(2011)